# Warren the Ape
Warren the Ape é uma série de televisão estadunidense criada por Sean Baker, Spencer Chinoy e Dan Milano e distribuída pela MTV de 14 de junho a 30 de agosto de 2010. Spin-off de Greg the Bunny, parodia filmes como Annie Hall, Miller's Crossing e Fargo.

## Elenco
- Dan Milano - Warren DeMontague
- Dr. Drew Pinsky - ele mesmo
- Josh Sussman - Cecil Greenblatt